# Natasa Govekar
Natasa Govekar (Sempeter pri Gorici, Eslovenia, 1975) es una teóloga eslovena, actual directora del departamento teológico-pastoral de la Secretaría para la Comunicación de la Santa Sede, desde 2016.

## Biografía
Tras estudiar teología y lengua eslovena en la Universidad de Liubliana, se doctoró en misionología en la Pontificia Universidad Gregoriana (Roma), con una tesis sobre la comunicación en la fe a través de las imágenes. 
Fue profesora en el Centro Aletti, donde abordó la reflexión teológica, la creación de obras artísticas en espacios litúrgicos, la formación espiritual y pastoral, y finalmente, la producción multimedia. Allí trabajó con el padre Marko Rupnik. 
Tras la reforma realizada en 2015, la Santa Sede creó el dicasterio de la secretaría de Comunicación, que engloba el Centro Televisivo Vaticano, la Librería Editrice Vaticana, el diario L'Osservatore Romano, la cuentas en redes sociales del Papa, el Pontificio Consejo para las Comunicaciones Sociales, la Oficina de Prensa de la Santa Sede y la Radio Vaticana, entre otros. En 2016, Natasa fue nombrada directora del departamento teológico-pastoral, de dicho dicasterio. Su cometido es establecer relaciones entre las iglesias locales con las organizaciones católicas responsables de la comunicación, promocionar proyectos que acompañan el trabajo pastoral del Papa. Un ejemplo de ello es "el evangelio interior", donde una docena de presos, comentan el evangelio del día, durante el Adviento y la Cuaresma, acompañados por dos expertos en la Biblia y un reportero. 
También trabaja en las redes sociales donde tiene presencia la Santa Sede, a través de las cuentas de Twitter, Facebook o Google+.